# Callianthemum insigne
Callianthemum insigne là một loài thực vật có hoa trong họ Mao lương. Loài này được (Nakai) Nakai mô tả khoa học đầu tiên năm 1928.